# Charlottenhof (Stendal)
Charlottenhof ist ein Wohnplatz der Ortschaft Bindfelde der Hansestadt Stendal im Landkreis Stendal in Sachsen-Anhalt, (Deutschland).

## Geographie

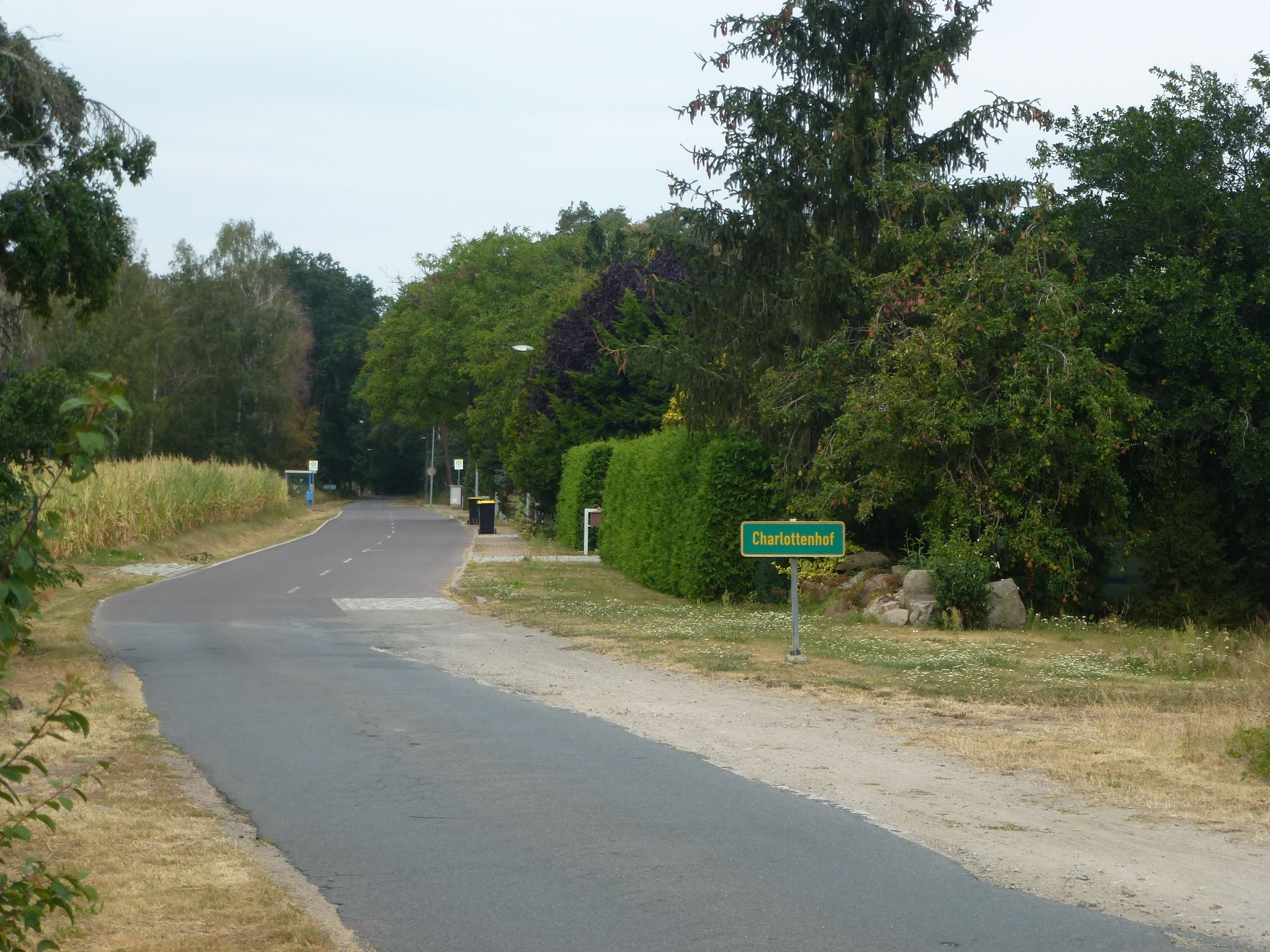
Östlicher Ortseingang Charlottenhof

Der Charlottenhof ist eine zweiteilige Siedlung etwa einen Kilometer östlich von Bindfelde und fünf Kilometer von der Kernstadt Stendal direkt an der Schnellfahrstrecke Hannover–Berlin.
Nachbarorte sind Stendal und Bindfelde im Westen, Staffelde im Nordosten, Langensalzwedel im Südosten und Ziegelei im Südwesten.

## Geschichte

### Entstehung
Der Hof wurde Anfang des 18. Jahrhunderts angelegt. Im Jahre 1753 berichtete der Geschichtsschreiber Beckmann über Scharlottenhof, eine Schäferei und einen Hof bei Bindfelde, welche beide dem Herrn Major von Bismark auf Uenglingen „zuständig sein“. Der „Hof ist in neuerlicher Zeit erst gebauet und wird von dessen Frau Gemahlin Scharlottenhof genennet“. Der Hof gehörte Carl Ludolf von Bismark, der ihn nach seiner zweiten Ehefrau benannte. Das war Luise Charlotte, geborene von Katte (1718–1789), die er 1737 geheiratet hatte. Sie war die Halbschwester des Hans Hermann von Katte.
Im Jahre 1772 heißt er Charlottenhoff und 1804 Vorwerk Charlottenhof mit 170 Morgen Holz. Im Jahre 1864 wird ein Forsthaus genannt, von dem das Waldgebiet um den Ort betreut wurde. Noch 1904 bestand das Forsthaus.
Im Jahre 1928 gehörte dem Rittergutsbesitzer Paul Kakerbeck eine Fläche von 210 Hektar, der in Charlottenhof eine Edelschweinzucht führte.

### Landwirtschaft
Bei der Bodenreform 1945 wurde die Besitzung Charlottenhof mit 210 Hektar Fläche von der SMAD verwaltet und bewirtschaftet. Enteignet wurden 210 Hektar und aufgeteilt. Im Jahre 1953 entstand die erste Landwirtschaftliche Produktionsgenossenschaft (LPG) vom Typ III, die LPG „Lyssenko“ in Charlottenhof.

### Einwohnerentwicklung
| Jahr | Einwohner |
| ---- | --------- |
| 1772 | 18        |
| 1790 | 08        |
| 1798 | 07        |
| 1801 | 07        |
| 1818 | 06        |

| Jahr | Einwohner |
| ---- | --------- |
| 1840 | 11        |
| 1871 | 08        |
| 1885 | 04        |
| 1895 | 06        |
| 1905 | 07        |

Quelle:

## Religion
Die evangelischen Christen aus Charlottenhof sind in die Kirchengemeinde Bindfelde eingepfarrt, die früher zur Pfarrei Staffelde bei Hämerten gehörte. Sie wird heute betreut vom Pfarrbereich Bindfelde im Kirchenkreis Stendal im Bischofssprengel Magdeburg der Evangelischen Kirche in Mitteldeutschland.